# Алфьорова Ксенія Олександрівна
Ксенія Олександрівна Алфьорова (нар. 24 травня 1974, Софія, Болгарія) — радянська і російська актриса театру і кіно, телеведуча.

## Біографія
Народилася 24 травня 1974 року в Софії, Болгарія. Дочка актриси Ірини Алфьорової та болгарського дипломата Бойко Гюрова. Згодом була удочерена Олександром Абдуловим, коли він одружився з Іриною Алфьоровою.

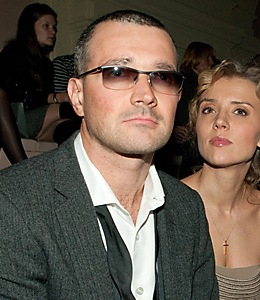
З Єгором Бероєвим у 2010 році

У 1992 році вступила до Московської державної юридичної академії. Пізніше закінчила школу-студію МХАТ (курс Євгенія Каменьковича). Перший кінодосвід отримала на зйомках картини «Жінка в білому».
З січня 2000 по грудень 2001 рік була співведучою Володимира Маркіна у програмі «ТБ Бінго-шоу» на РТР, а з 26 грудня 2014 до 1 вересня 2017 року вела передачу «Жди меня» на «Першому каналі» (змінила на цьому місці Марію Шукшину).
З 2001 року займалася кіно. Отримала головну роль у фільмі американського режисера Джона Дейлі «Санкт-Петербург-Канни експрес», де зіграла англійською мовою.
У 2008—2009 роках брала участь у проектах "Першого каналу «Льодовиковий період-2» (в парі з фігуристом Повіласом Ванагасом) та «Льодовиковий період-3» (у парі з фігуристом Петром Чернишовим). У 2015 році взяла участь у шоу телеканалу «Росія» «Танці з зірками» (в парі з танцюристом Денисом Тагінцевим).
Разом з чоловіком Єгором Бероєвим заснувала благодійний фонд підтримки дітей з особливостями розвитку «Я є!», який займається зміною ставлення суспільства до людей з особливостями розвитку.

## Родина
- Чоловік — актор Єгор Вадимович Бероєв (нар.. 9 жовтня 1977).
  - дочка — Євдокія Єгорівна Бероєва[7] (нар.. 4 квітня 2002).

## Фільмографія
| Рік  |   | Назва                                                           | Роль                           |    |
| ---- | - | --------------------------------------------------------------- | ------------------------------ | -- |
| 1981 | ф | Жінка у білому                                                  | Лора Ферлі в дитинстві         | ру |
| 1984 | ф | Право на вибір                                                  | Іра                            | ру |
| 1991 | ф | Вищий клас                                                      | Ніка                           | ру |
| 2001 | с | Московські вікна                                                | Неллі Морозова                 | ру |
| 2001 | ф | Новорічні пригоди                                               | Надя                           | ру |
| 2003 | с | Смак вбивства                                                   | Тетяна                         | ру |
| 2003 | ф | Експрес Санкт-Петербург - Канни / The Petersburg-Cannes Express | Анна                           | ру |
| 2005 | ф | Дзеркальні війни. Віддзеркалення перше                          | Кетрін                         | ру |
| 2005 | с | Золоті хлопці                                                   | Настя в молодості              | ру |
| 2006 | с | Погоня за ангелом                                               | Тоша Нікітіна                  | ру |
| 2007 | ф | Дід Мороз мимоволі                                              | Наташа                         | ру |
| 2007 | с | Капкан                                                          | Катерина Волобуєва в молодості | ру |
| 2009 | ф | Вікна                                                           | Катя                           | ру |
| 2011 | с | Круті береги                                                    | Ольга Морозова                 | ру |
| 2011 | с | Правила маскараду                                               | Ольга Буковська                | ру |
| 2012 | с | Черговий ангел 2                                                | Аліна Білоусова                | ру |
| 2016 | ф | Дід Мороз. Битва Магів                                          | мама Маші                      | ру |
| 2016 | ф | Холодне серце                                                   | Анна Голубєва                  | ру |
| 2018 | ф | Прощатися Не будемо                                             | медсестра                      | ру |
| 2019 | ф | Спасибі дідові за перемогу                                      | головна роль                   | ру |

Також знялася в декількох серіях серіалу «Солдати» в епізодичній ролі.